# Vale de Nogueiras
Vale de Nogueiras era una freguesia portuguesa del municipio de Vila Real, distrito de Vila Real.

## Historia
Fue suprimida el 28 de enero de 2013, en aplicación de una resolución de la Asamblea de la República portuguesa promulgada el 16 de enero de 2013 al unirse con la freguesia de Constantim, formando la nueva freguesia de Constantim e Vale de Nogueiras.